# Giuseppe Siri
Giuseppe Siri (Genua, 20 mei 1906 - aldaar, 2 mei 1989) was een Italiaanse kardinaal van de Katholieke Kerk. Siri wordt door sommige samenzweerders gezien als de legitieme opvolger van paus Pius XII, door hen Gregorius XVII genoemd.

## Biografische schets
Giuseppe Siri werd in 1944 bisschop gewijd. Hij was van 1946 tot 1987 aartsbisschop van Genua en werd in 1953 door paus Pius XII kardinaal gecreëerd. Zijn titelkerk werd de Santa Maria della Vittoria. Hij was op vier conclaven (1958, 1963, 1978 en 1978) een belangrijke kandidaat (papabile) voor de pauskeuze.
Hij overleed op 82-jarige leeftijd in zijn geboortestad Genua en werd aldaar begraven in de kathedraal.

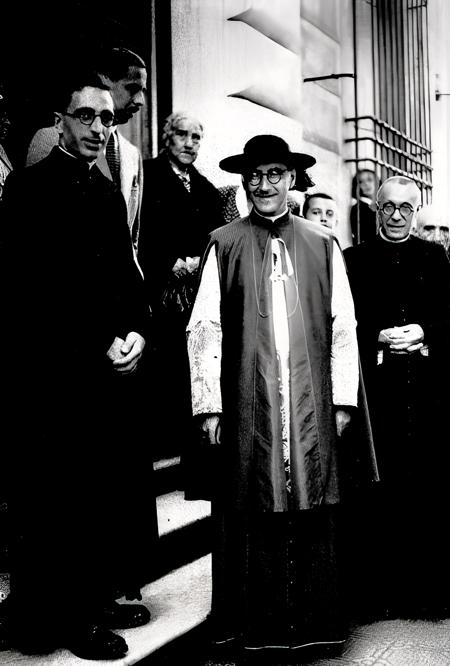
Siri als hulpbisschop in Genua (1944)
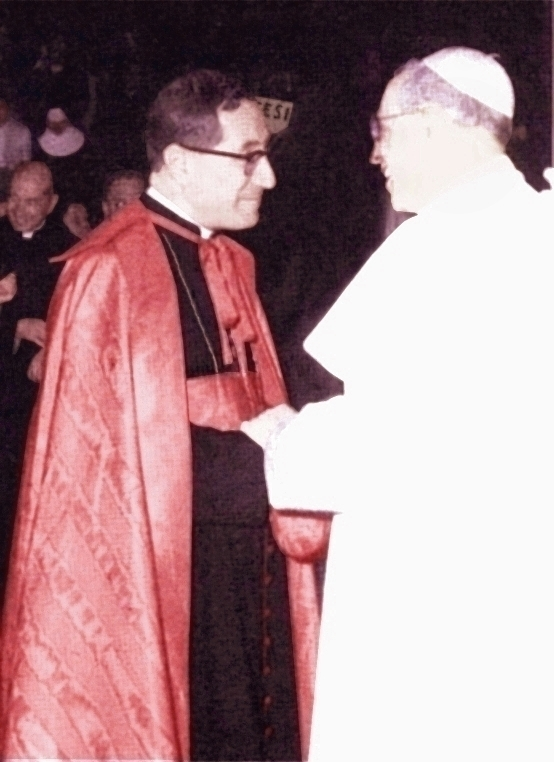
Met paus Pius XII, ca. 1955
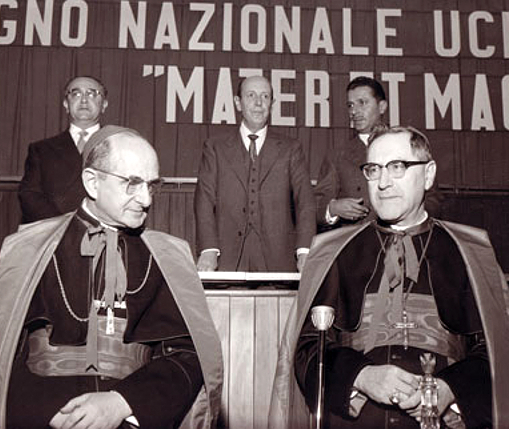
Kardinalen Montini en Siri (1961)
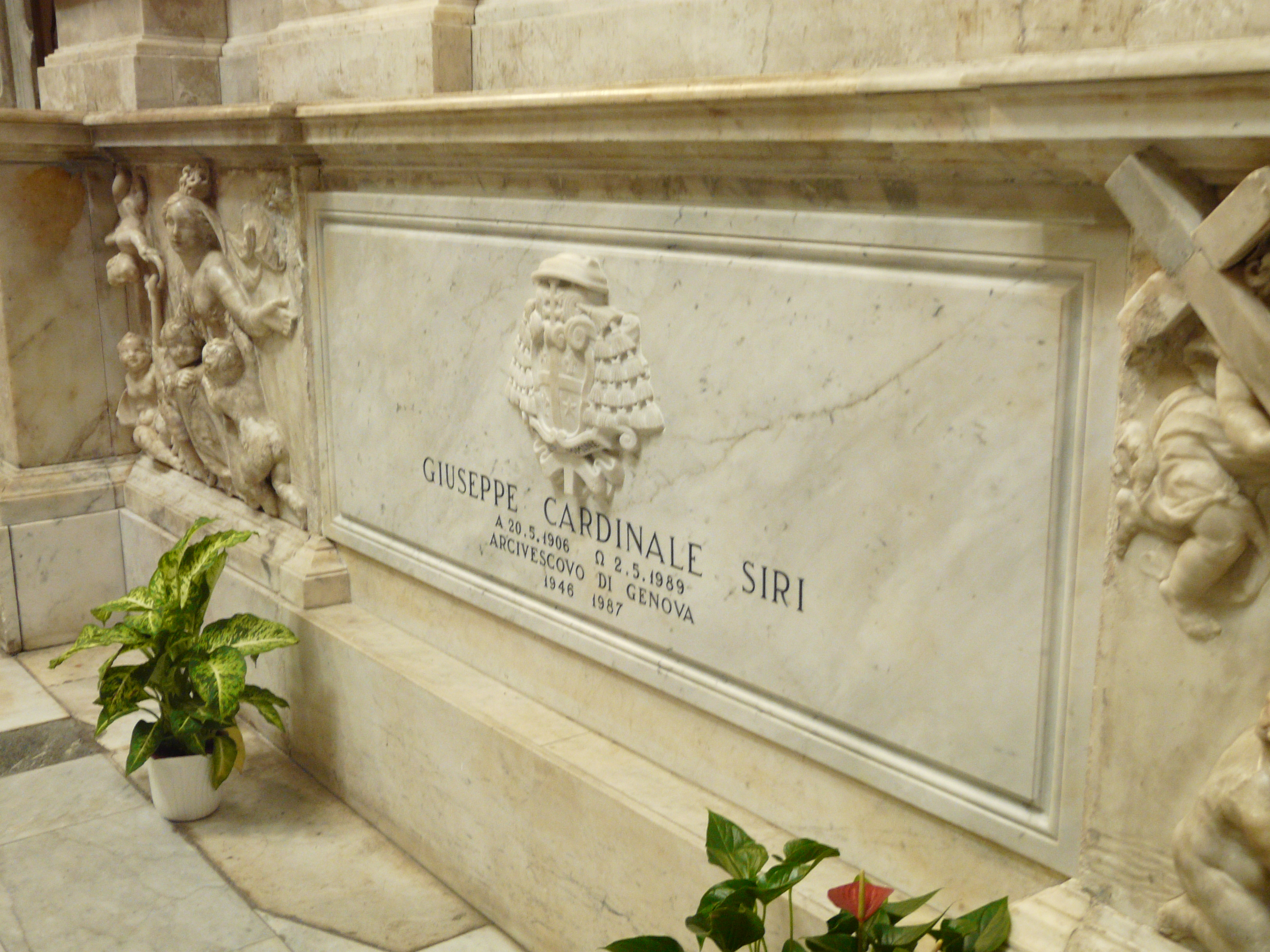
Graf van Siri in de kathedraal van Genua

## Complottheorie
Tijdens het Conclaaf van 1958 ontstond er tweemaal verwarring toen op de eerste dag aanvankelijk witte rook uit de schoorsteen van de Sixtijnse Kapel leek te komen, maar deze later zwart werd, ten teken dat er nog geen paus was verkozen. Pas twee dagen later werd de verkiezing van de gematigd vooruitstrevende kardinaal Roncalli (paus Johannes XXIII) bekendgemaakt.
In de late jaren 1980 ontstond de complottheorie onder traditionalistische katholieken, dat op de eerste dag van het conclaaf kardinaal Siri verkozen zou zijn, maar dat deze pauskeuze door bedreigingen van buitenaf was gedwarsboomd. De Amerikaan Gary Giuffré stelde dat gedreigd zou zijn met een nucleaire aanval op Rome. Roncalli zou zich daarop kandidaat hebben gesteld en daarbij doelbewust de naam van de 15e-eeuwse tegenpaus Johannes XXIII hebben aangenomen. Iets vergelijkbaars deed zich volgens Giuffré voor tijdens het Conclaaf van 1963, waar Siri eveneens tot paus zou zijn gekozen, maar zich vanwege dreigementen uit de hoek van de joodse vrijmetselarij (de B'nai B'rith werd daarbij met name genoemd) had moeten terugtrekken, waarop kardinaal Montini (Paulus VI) paus werd.
Variaties op deze theorie werden gepropageerd door de Iers-Amerikaanse priester Malachi Martin (The Keys of This Blood: The Struggle for World Dominion between Pope John Paul II, Mikhail Gorbachev, and the Capitalist West, 1990) en de Amerikaanse auteur Paul L. Williams (The Vatican Exposed. Money, Murder, and the Mafia, 2003). Aanhangers van deze theorieën geloven dat niet Roncalli of Montini, maar Siri de legitieme opvolger van Pius XII was. Zij verwijzen naar hem als paus Gregorius XVII. Daarmee zouden ook alle opvolgers van Roncalli en Montini usurpators en tegenpausen zijn, die de Rooms-Katholieke Kerk bewust op een verkeerd spoor hebben gezet. Om dezelfde reden zouden ook de veranderingen in de liturgie voorgesteld door het Tweede Vaticaans Concilie (1962-1965), waaronder de mis van Paulus VI, ongeldig zijn.
Er is nooit enig bewijs voor deze complottheorieën geleverd en ook nooit gebleken dat Siri de gekozen pausen niet heeft geaccepteerd.